# Yo Soy
Yo Soy (em portugues: Eu Sou) é o primeiro álbum de estúdio da carreira do cantor pop norte-americano Pee Wee, lançado originalmente em 11 de agosto de 2009 pela gravadora EMI Music. O álbum alcançou a vigésima terceira posição no México, além de alcançar a posição cento e oitenta e um na Billboard 200, quatro na Billboard Latin e primeiro na Billboard Latin Pop, onde ficou por duas semanas na posição, vendendo ao todo 500 mil cópias.

## Faixas
| N.º | Título                    | Compositor(es)                                                          | Duração |  |
| 1.  | "Cumbayá"                 | Pee Wee Francisco Saldaña, Norgie Noriega                               | 3:33    |  |
| 2.  | "Camaleones"              | Pee Wee Francisco Saldaña, Norgie Noriega, Richard Bull, Víctor Delgado | 4:18    |  |
| 3.  | "Quédate"                 | Pee Wee, Claudia Brant, Rudy Maya                                       | 3:16    |  |
| 4.  | "Ese Sueño"               | Pee Wee, Carlos Lara                                                    | 3:15    |  |
| 5.  | "Desesperado"             | Rafael Pérez Botija                                                     | 3:42    |  |
| 6.  | "Tan Feliz"               | Pee Wee Francisco Saldaña, Norgie Noriega, Víctor Delgado               | 3:45    |  |
| 7.  | "Rompecabezas"            | Pee Wee, Dany Tomás, Servando                                           | 3:26    |  |
| 8.  | "La Reina De Las Mujeres" | Pee Wee Francisco Saldaña, Norgie Noriega                               | 3:56    |  |
| 9.  | "Ojos De Crystal"         | Pee Wee Francisco Saldaña, Norgie Noriega                               | 4:17    |  |
| 10. | "Irresistible"            | Chuy Flores, Nir Seroussi                                               | 2:52    |  |
| 11. | "Pergaminos"              | Pee Wee Francisco Saldaña, Norgie Noriega                               | 4:06    |  |

| Faixa Bônus |                         |                                                     |         |  |
| N.º         | Título                  | Compositor(es)                                      | Duração |  |
| 12.         | "Life is a Dance Floor" | Pee Wee, Rudy Maya, Guillermo Rosas, Lolene Everett | 3:10    |  |

## Posições
| Parada (2009)                             | Posição |
| ----------------------------------------- | ------- |
| México AMPROFON                           | 23      |
| Estados Unidos Billboard 200              | 181     |
| Estados Unidos Billboard Top Latin Albums | 4       |
| Estados Unidos Billboard Latin Pop Albums | 1       |

### Ccertificações
| País   | Certificadora | Certificação |
| ------ | ------------- | ------------ |
| México | AMPROFON      | Platina      |

## Histórico de lançamento
| País           | Data                   | Formato              | Gravadora |
| -------------- | ---------------------- | -------------------- | --------- |
| México         | 11 de agosto de 2009   | CD, digital download | EMI Music |
| Estados Unidos | 11 de agosto de 2009   | CD, digital download | EMI Music |
| América Latina | 8 de setembro de 2009  | CD, digital download | EMI Music |
| Canadá         | 27 de novembro de 2009 | CD, digital download | EMI Music |
| Europa         | 20 de janeiro de 2010  | digital download     | EMI Music |
| Brasil         | 6 de agosto de 2010    | CD, digital download | EMI Music |

## Ligações Externas
- Pee Wee official site